# Курило, Виталий Семёнович
Вита́лий Семёнович Кури́ло (2 февраля 1957, пгт Белокуракино, Луганская область) — украинский политик, народный депутат Украины, Глава наблюдательного совета Луганского национального университета имени Тараса Шевченко.

## Биография
Родился 2 февраля 1957 года в пгт Белокуракине, Луганской обл, украинец. Отец — Семен Евграфович (1929—2016), мать — Анастасия Арсентиевна (1930—2010); жена — Наталия Олександровна (1977), сын Андрей (1981) — юрист, дочка Татьяна (1989) — преподаватель, дочь — Катерина (2002), сын — Алексей (2008), брат — Николай.
В 1982 г. закончил исторический факультет Ворошиловградского государственного педагогического института имени Тараса Шевченко.
Трудовую деятельность начал в 1974 году пионервожатым и учителем истории в школах пгт Белокуракино и г. Старобельск Луганской области.
На протяжении 1983—1986 гг. учился в аспирантуре, а после её окончания работал в Луганском педагогическом институте имени Тараса Шевченко на должностях ассистента, доцента кафедры истории КПСС, заместителя декана. Вступил в КПСС. Планировался на пост парторга института.
В 1987 году защитил кандидатскую диссертацию по истории.
С 1993 проректор ЛГПИ по учебной работе.
В 1996 году перешел на государственную службу и работал Начальником управления образования Луганской областной государственной администрации.
С июля 1997 года — ректор Луганского государственного педагогического университета имени Тараса Шевченко, который сумел выделить из состава объединённого тогда Восточноукраинского Государственного Университета. В 2000 году защитил докторскую диссертацию по педагогике. Тема исследования: «Становление и развитие образования и педагогической мысли Восточноукраинского региона в XX веке». Профессор кафедры педагогики.
С 2006 года — народный депутат Украины. Сохранил при этом руководство вузом в качестве «Президента Луганского национального университета имени Тараса Шевченко».
25 декабря 2018 года включён в санкционный список России.

## Научный труд
Курило Виталий Семенович — признанный научный деятель в отрасли педагогической науки. Как ученый работает над исследованиями в отрасли истории педагогики, философии педагогики, истории Донбасса, особое внимание уделяет вопросам развития образования и педагогической мысли Восточноукраинского региона. (монография «Образование и педагогическая мысль Восточноукраинского региона XX столетия», в соавторстве монография «История Донбасса», «История Луганского края», «Педагогическая философия»).

## Депутатская и законодательная деятельность
В 2006 году Виталий Курило был избран народным депутатом Верховной Рады Украины от «Блока Юлии Тимошенко», занимал должность заместителя главы комитета Верховной Рады Украины по вопросам науки и образования. В 2007 году снова становится народным депутатом, возглавляет подкомитет профессионального образования комитета Верховной Рады Украины по вопросам науки и образования.
После поражения Юлии Тимошенко на президентских выборах 2010 года переметнулся в провластную коалицию «Стабільність і реформи», став её 260 членом.
В 2014 году Курило В. С. избирается народным депутатом Украины по мажоритарному избирательному округу № 113 Луганской области и входит в парламентскую фракцию «Блок Петра Порошенко».
Занимает должность Главы Луганской обл. организации Национального союза краеведов Украины, вице-президент Федерации волейбола Украины, Глава Луганского областного общества «Знання».

## Награды
- Орден «За заслуги» I, II, III степени[3][4][5]
- Заслуженный работник образования Украины (2001)[6]
- Знак Министерства образования и науки Украины «Отличник образования Украины»
- Нагрудный знак «Петро Могила»
- Юбилейная медаль «10 лет независимости Украины»
- Почётная грамота Верховной Рады Украины
- Почётная грамота Кабинета министров Украины